# Natività di Maria (Giaquinto)
Natività di Maria è un dipinto su tela eseguito da Corrado Giaquinto.
La datazione non è sicura, ma si dovrebbe collocare tra il 1740 e il 1750.
L'opera si trova presso la Christ Church Picture Gallery di Oxford.